# Medalha Governador Pedro de Toledo
A Medalha Governador Pedro de Toledo foi criada pelo Decreto nº 814, de 26 de dezembro de 1972 na Assembleia Legislativa de São Paulo pelo governador Laudo Natel e Henri Couri Aidar, Chefe da Casa Civil do Estado de São Paulo em 1972 e instituída pela Sociedade Veteranos de 32 - M.M.D.C. e tem por objetivo homenagear personalidades civis e militares, nacionais e estrangeiras por seus méritos e serviços de excepcional relevância prestados ao culto da Epopeia Cívica de 9 de Julho de 1932 e a São Paulo, possui formato circular com 37 milímetros de diâmetro, trazendo na face a figura de Pedro de Toledo, Governador de todos os paulistas em 1932, e o Mausoléu do Soldado Constitucionalista M.M.D.C. em seu reverso com o dizer "Viveram Pouco Para Morrer Bem - Morreram Jovens Para Viver Sempre".

## Forma e composição
A Medalha é de Bronze, de formato circular, com 37 milímetros de diâmetro, trazendo no anverso, no campo, a efígie de Pedro de Toledo, Governador de todos os paulistas em 1932, de perfil à direita e na orla os dizeres «Governador Pedro de Toledo - 1932-1972»: no reverso, no campo, traz em relevo o Monumento Mausoléu do Soldado Constitucionalista de 1932 e na orla os dizeres «Viveram pouco para morrer Bem - Morreram jovens para viver sempre». A peça pende de fita, com 37 milímetros de largura branca com duplo filete, preto, branco e vermelho a 4 milímetros da orla.

## Premiação
A Medalha é concedida pela Sociedade Veteranos de 32 - M.M.D.C., através de proposta de qualquer sócio e da aprovação do Conselho Estadual de Honrarias e Mérito do Estado de São Paulo, podendo ser entregues até 150 medalhas por ano, e ser concedida postumamente.
Acompanham a Medalha, sua miniatura, roseta, barreta e o respectivo diploma expedido pelo Conselho de Honrarias.